# Albaicín

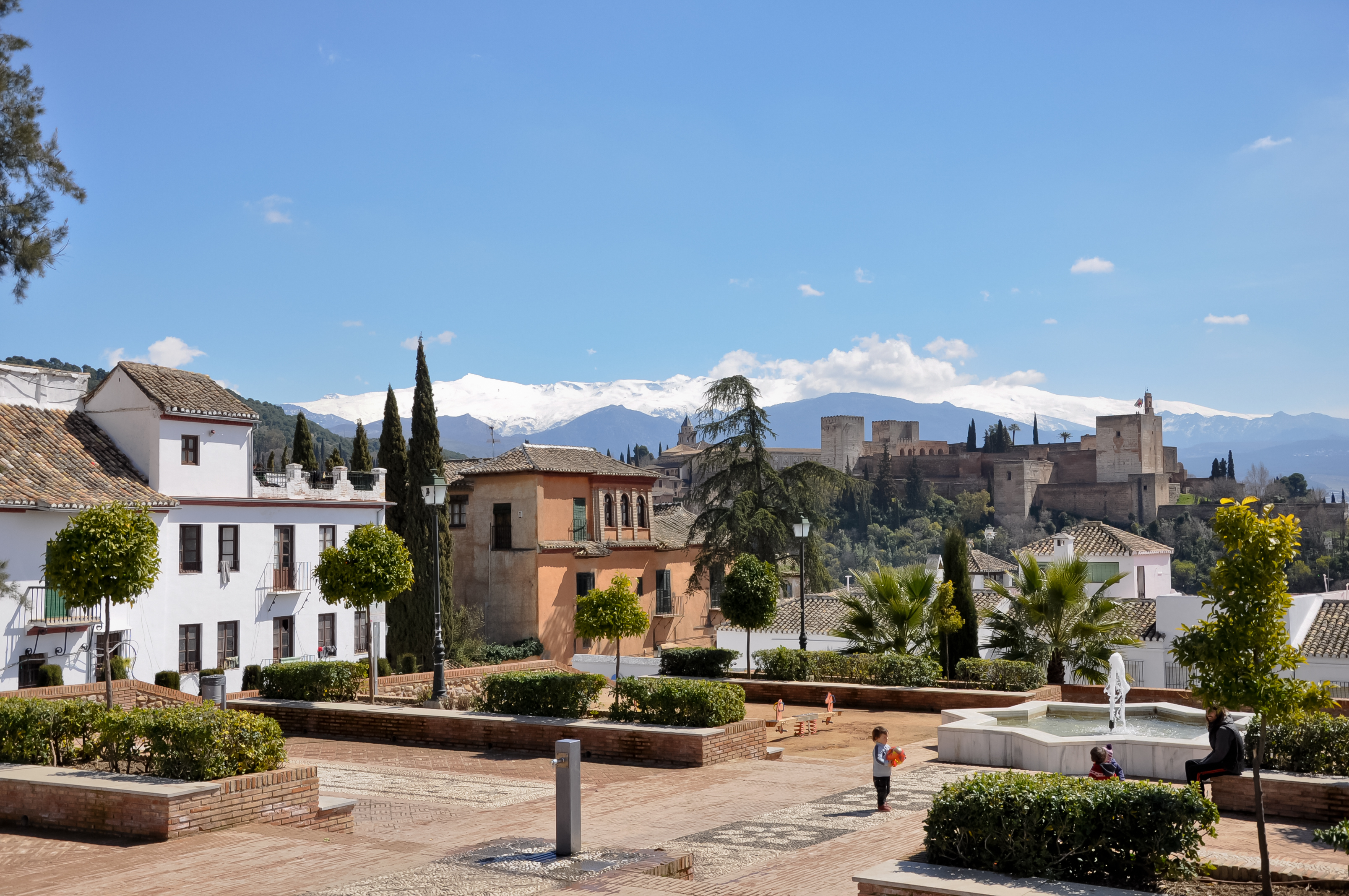
Huerto del Carlos (de tuin van Karel) in Albaicín

Albaicín is de oude Moorse wijk van de Spaanse stad Granada. De wijk ligt op een heuvel recht tegenover het Alhambra dat met de wijk is verbonden via een aantal bruggen over de rivier Darro.
Albaicín bestaat uit een doolhof van vele typische smalle straatjes en pleintjes en witgekalkte huizen. Aan de westelijke zijde geeft de Puerta de Elvira toegang tot Albaicín.
Tot de verovering van Granada door het katholieke koningspaar was er een dertigtal moskeeën in de wijk gevestigd, teken van de Moorse overheersing. Later werden op de plek van de meeste van deze moskeeën kerken gebouwd:
- de Iglesia de San Nicolás met het uitzichtpunt Mirador de San Nicolás over de Sierra Nevada en het Alhambra
- de Iglesia de San Pedro y San Pablo
- de Iglesia de Santa Ana y San Gil
- de Iglesia de San Cristóbal
- de Iglesia del Salvador

Er is in deze wijk één enkel paleis overgebleven, namelijk het Dar al-Horra. Nochtans bevatte deze wijk vroeger vele paleizen. Ook de Moorse baden, El Bañuelo, zijn een belangrijke attractie. Aan de Plaza Nueva ligt de Real Chancillería de Granada, het hooggerechtshof opgericht door het katholieke koningspaar in 1505.
In deze wijk van Granada is in de Casa de Castril ook het Archeologisch Museum gelegen.
Ook typisch zijn de vele waterreservoirs aljibes die in deze wijk aanwezig zijn, en waar water getapt kan worden. De aljibe de San Nicolas (63 m³) bij de voornoemde kerk, de aljibe del Rey (300 m³) en de aljibe Plaza del San Salvador (19 m³) zijn voorbeelden van deze typisch Spaanse waterputten.
In 1994 werd Albaicín bijgeschreven op de lijst van het werelderfgoed.
Alhambra, Generalife en Albaicín, Granada ·
Kathedraal van Burgos ·
Historisch centrum van Córdoba ·
Klooster en plaats van het Escorial, Madrid ·
Werken van Gaudí ·
Grot van Altamira en de paleolithische grotkunst van Noord-Spanje ·
Monumenten van Oviedo en het koninkrijk Asturië ·
Oude stad Ávila met de Kerken-buiten-de-Muren ·
Oude stad Segovia en aquaduct ·
Santiago de Compostella (oude stad) ·
Nationaal park Garajonay ·
Historische stad Toledo ·
Mudéjararchitectuur van Aragón ·
Oude stad Cáceres ·
Kathedraal, Alcázar en Archivo General de Indias in Sevilla ·
Oude stad Salamanca ·
Klooster van Poblet ·
Archeologisch ensemble van Mérida ·
Pelgrimsroute naar Santiago de Compostella ·
Koninklijk klooster van Santa Maria de Guadalupe ·
Nationaal park Doñana ·
Historische ommuurde stad Cuenca ·
La Lonja de la Seda van Valencia ·
Las Médulas ·
Palau de la Música Catalana en Hospital de Sant Pau, Barcelona ·
Monte Perdido ·
Kloosters van San Millán Yuso en Suso ·
Prehistorische rotskunst in de Coa Vallei en de Siega Verde ·
Rotskunst van het Middellandse Zeebekken op het Iberisch Schiereiland ·
Universiteit en historische parochie van Alcalá de Henares ·
Ibiza, biodiversiteit en cultuur ·
San Cristóbal de La Laguna ·
Archeologisch ensemble van Tarraco ·
Archeologisch Atapuerca ·
Catalaanse romaanse kerken van de Vall de Boí ·
Palmeral van Elche ·
Romeinse muur van Lugo ·
Cultuurlandschap van Aranjuez ·
Monumentale renaissance-ensembles van Úbeda en Baeza ·
Vizcayabrug ·
Oude en voorhistorische beukenbossen van de Karpaten en andere regio's van Europa ·
Nationaal park El Teide ·
Herculestoren ·
Cultuurlandschap van de Serra de Tramuntana ·
Erfgoed van kwik. Almadén en Idrija ·
Dolmens van Antequera ·
Kalifaatstad Medina Azahara ·
Cultuurlandschap van de Risco Caído en de heilige bergen van Gran Canaria  ·
Paseo del Prado en Parque del Buen Retiro, een landschap van kunst en wetenschap
- Biblioteca Nacional de España: XX450625
- Gemeinsame Normdatei: 4675759-4
- Library of Congress Control Number: n97043426
- Nationale Bibliotheek van Tsjechië: ge754129
- Nationale Bibliotheek van Israël: 987007542743705171
- Virtual International Authority File: 137376832